# Slag om Norg
La Slag om Norg è una corsa in linea di ciclismo su strada maschile che si svolge dal 2012 nella zona di Norg, nei Paesi Bassi. Dal 2016 fa parte del calendario dell'UCI Europe Tour, inizialmente come prova di classe 1.2, dal 2017 come prova di classe 1.1.

## Albo d'oro
Aggiornato all'edizione 2019.
| Anno | Vincitore                                                  | Secondo                                                    | Terzo                                                      |
| ---- | ---------------------------------------------------------- | ---------------------------------------------------------- | ---------------------------------------------------------- |
| 2012 | Mike Teunissen                                             | Emiel Dolfsma                                              | Tijmen Eising                                              |
| 2013 | Gert-Jan Bosman                                            | Tijmen Eising                                              | Ramses Bekkenk                                             |
| 2014 | Ronan van Zandbeek                                         | Coen Vermeltfoort                                          | Twan Brusselman                                            |
| 2015 | Johim Ariesen                                              | Gert-Jan Bosman                                            | Koos Jeroen Kers                                           |
| 2016 | Fabio Jakobsen                                             | Twan van den Brand                                         | Peter Schulting                                            |
| 2017 | Gianni Vermeersch                                          | Jesper Asselman                                            | Dennis Bakker                                              |
| 2018 | Jan-Willem van Schip                                       | Robin Carpenter                                            | Rick van Breda                                             |
| 2019 | Coen Vermeltfoort                                          | Thomas Stewart                                             | Ivar Slik                                                  |
| 2020 | annullata a causa della Pandemia di COVID-19 del 2019-2021 | annullata a causa della Pandemia di COVID-19 del 2019-2021 | annullata a causa della Pandemia di COVID-19 del 2019-2021 |
| 2021 | annullata a causa della Pandemia di COVID-19 del 2019-2021 | annullata a causa della Pandemia di COVID-19 del 2019-2021 | annullata a causa della Pandemia di COVID-19 del 2019-2021 |
| 2022 | annullata per problemi di sicurezza                        | annullata per problemi di sicurezza                        | annullata per problemi di sicurezza                        |
| 2023 | annullata                                                  | annullata                                                  | annullata                                                  |

## Statistiche

### Vittorie per nazione
| Pos. | Nazione     | Vittorie |
| ---- | ----------- | -------- |
| 1    | Paesi Bassi | 7        |
| 2    | Belgio      | 1        |